# 通りゃんせ
『通りゃんせ』（とおりゃんせ）は、江戸時代に成立したと見られる日本のわらべうた（童謡）。遊び歌として知られ、その遊戯もいう。
作詞者不明、本居長世編・作曲、あるいは、野口雨情作とも伝えられる（1920年頃収録レコードに作者として記載されている）。

## 歌詞

### 意味

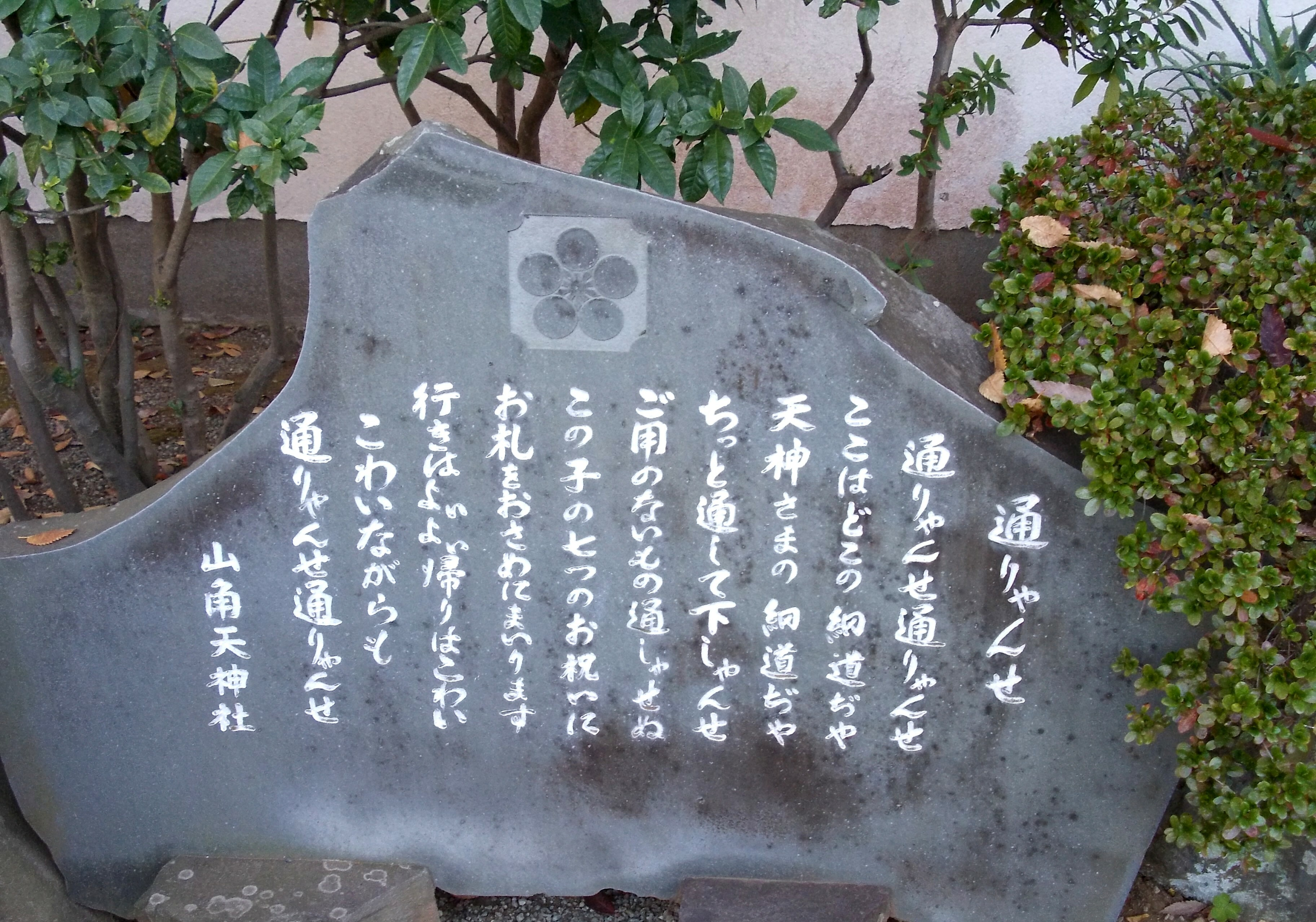
「通りゃんせ」発祥の地碑
（小田原市山角天神社）

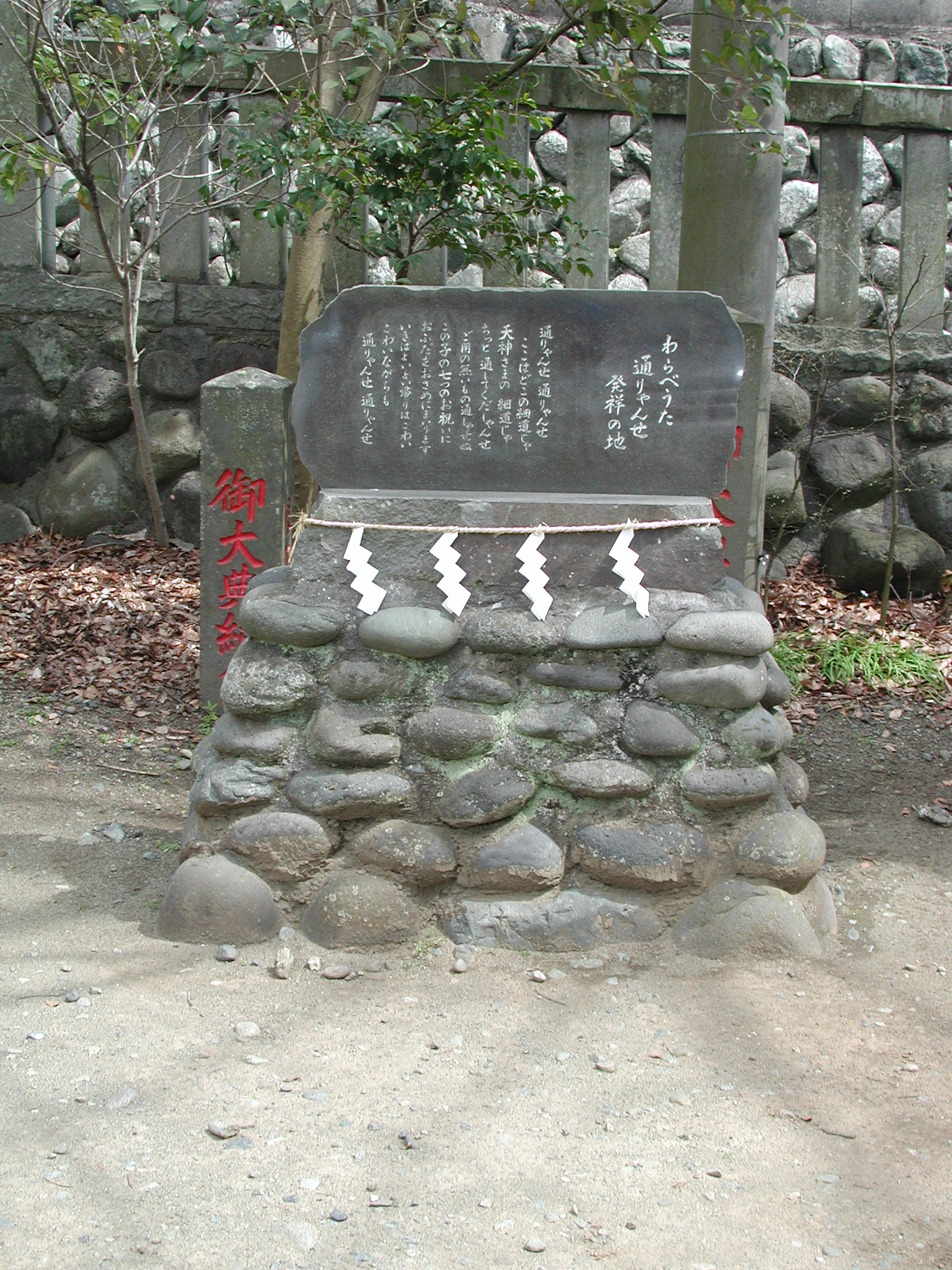
「通りゃんせ」発祥の地碑
（小田原市国府津菅原神社）

神奈川県小田原市南町の山角天神社、および同市国府津の菅原神社や、埼玉県川越市の三芳野神社が舞台であるという説があり、共に発祥の碑がある。
このほか関所を舞台とするという説（出立は楽だが帰還の際は厳しく調べられるという歌詞）もある。
この歌詞の意味に神隠し伝説や人柱、埋蔵金伝説の関連付けをする人は多く、しばしば小説や映画、ドラマ、ゲーム等の創作の題材として取り上げられる。また、様々な陰謀説もある。
歌詞の「行きはよいよい　帰りはこわい」が、被差別部落への一本道を意味しているとする説があるため、東京では放送できるが大阪では放送できず排除される形となっている。

### 通りゃんせ原文
通りゃんせ　通りゃんせ

ここはどこの　細道じゃ

天神さまの　細道じゃ

ちっと通して　下しゃんせ

御用のないもの　通しゃせぬ

この子の七つの　お祝いに

お札を納めに　まいります

行きはよいよい　帰りはこわい

こわいながらも

通りゃんせ　通りゃんせ

### 歌の訳
通りなさい、通りなさい。

ここは、どこの細道ですか?

天神様の細道ですよ。

ちょっと通して下さいませんか?

御用の無い者は、通しはしません。

この子の七つの御祝いに、御札を納めに参ります。

行きは良いですが、帰ってくるのは難しい。

難しいですが、

通りなさい、通りなさい。

## 楽譜
全体的に陰旋法でできているが、陽音の借用が多い。

## 遊戯
二人の子供が向かい合って立ち両手を繋いで挙げ関所をつくり、他の子供たちが列になってこの手の下をくぐっていく。この間、『とおりゃんせ』を歌い、歌の終わりで、両手を挙げていた子供らがさっと手を下ろす。ちょうどそこにいきあたった子供がつかまって関所役の子供と交代する。
ロンドン橋落ちたと同様の遊び方もある。

## 使用・歌唱・アレンジ等

### 音響装置付信号機
かつて、日本の横断歩道に設置されている音響装置付信号機には、いろいろな曲のメロディが使用されていたが、視覚障碍者の混乱を招くことも少なくなかったため、1975年に2種のメロディ（『通りゃんせ』、『故郷の空』）および2種の鳥の擬音（「ピヨ」、「カッコー」）が制定された。
その後、2003年に、今後の音響装置付信号機には鳥の擬音を使用したものを設置するように通達が出された。そのため、『通りゃんせ』に限らずメロディを使用したものは、鳥の擬音を採用した信号機に置き換えられつつある。

### その他
- 1961年に北原謙二が歌い、シングル盤として発売した歌謡曲「日暮れの小径」（作詞：へてなたつ、作曲：鈴木英治）の曲中で、本楽曲のフレーズを引用している[6]。
- 1969年2月、NHKの『みんなのうた』で歌われた。歌は東京少年少女合唱隊。映像は木馬座製作のアニメ。
- 1971年12月 藤圭子のアルバム『圭子のわらべ唄／藤圭子とグリーメン』JRS-7174 収録。編曲：小杉太一郎。
- 80年代、ロッテチョコレート「ほおずき」のCMに本曲が使われたことがある。
- 1982年の増村保造監督映画『この子の七つのお祝いに』のテーマ曲として使用された。
- 2000年にCrimeから発売されたゲーム「とおりゃんせ」の主題歌として採用された。歌は島みやえい子、編曲は高瀬一矢。後にI'veとPORのスプリットアルバム「G-Mix」（発売元：グランブルー）に収録された。
- テレビ東京系列のアニメ『ポケットモンスター アドバンスジェネレーション』第76話（2004年5月13日放送）は、主人公サトシと少女が本楽曲を手掛かりに遺跡を調査するという内容である。
- 2006年に文化庁と日本PTA全国協議会が「日本の歌百選」に選定した[7]。
- フジテレビの子供向け番組『じゃじゃじゃじゃ〜ン!』で、町あかりが「歌のお姉さん」として替え歌「わ、分からない… 通りゃんせ」を歌い、2019年発売のアルバム『あかりおねえさんのニコニコへんなうた』に収録された[8]。
- 2020年よりカーセンサーのCMに使われる。このためCMは元曲と同様のシュールさを持つ。
- 2024年には新しい学校のリーダーズが通りゃんせをモチーフとした配信限定シングル「Toryanse」をリリース。